# Urspelerpes brucei
Urspelerpes brucei ist eine winzige Salamanderart, die im Stephens County im US-amerikanischen Bundesstaat Georgia endemisch vorkommt. Sie repräsentiert den bislang einzigen bekannten Vertreter der Gattung Urspelerpes, die als erste neu entdeckte Landwirbeltiergattung in den USA seit Phaeognathus im Jahre 1961 gilt. Urspelerpes brucei wurde erst 2007 gefunden und im Juni 2009 im Journal of Zoology wissenschaftlich beschrieben. Die Gattung gehört zur Familie der Lungenlosen Salamander (Plethodontidae) und ist nahe mit Eurycea verwandt.

## Etymologie
Der Gattungsname kommt aus dem Griechischen und bedeutet „urtümlicher Höhlenkriecher“. Das Artepitheton ehrt Richard C. Bruce, Professor emeritus und Herpetologe an der Western Carolina University und der Duke University.

## Merkmale
Mit einer Kopf-Rumpf-Länge von 25 bis 26 Millimetern und einer Gesamtlänge von ungefähr 5 Zentimetern ist Urspelerpes brucei die zweitkleinste bekannte Salamanderart in den Vereinigten Staaten und gehört auch insgesamt zu den sehr kleinen Schwanzlurchen. Die Art zeigt einen ausgeprägten Geschlechtsdimorphismus hinsichtlich der Färbung. Die Männchen sind gelblich mit zwei dunklen Dorsalstreifen. Charakteristisch ist ein gelber Fleck auf dem vorderen Kopf. Die Weibchen sind hingegen einfarbig bräunlich. Urspelerpes brucei hat trotz seiner geringen Größe an jedem Hinterfuß fünf Zehen – anders als viele der kleineren Arten der Lungenlosen Salamander, die auf vier Zehen reduzierte Hinterextremitäten aufweisen.

## Lebensweise und Gefährdung
Urspelerpes brucei ernährt sich vermutlich von kleinen, bodenbewohnenden Wirbellosen. Bisher wurden nur wenige Exemplare dieser Art in drei Bächen nahe der Ortschaft Toccoa entdeckt. Dies deutet entweder auf eine heimliche Lebensweise oder auf eine sehr begrenzte Verbreitung und damit auf eine potentielle Gefährdung hin.